# Dactylicapnos lichiangensis
Dactylicapnos lichiangensis là một loài thực vật có hoa trong họ Anh túc. Loài này được (Fedde) Hand.-Mazz. mô tả khoa học đầu tiên năm 1931.